# Волынецкий сельсовет (Гомельская область)
Волынецкий сельсовет — упразднённая административная единица на территории Кормянского района Гомельской области Республики Беларусь.

## Состав
Волынецкий сельсовет включал 7 населённых пунктов:
- Волынцы — деревня
- Жауница — деревня
- Кляпин — деревня
- Кляпинская Буда — деревня
- Колюды — деревня
- Корсунь — деревня
- Ясень — деревня